# Heliotropium catamarcense
Heliotropium catamarcense är en strävbladig växtart som beskrevs av Ivan Murray Johnston. Heliotropium catamarcense ingår i Heliotropsläktet som ingår i familjen strävbladiga växter. Inga underarter finns listade i Catalogue of Life.